# Asticta plumbea
Asticta plumbea är en fjärilsart som beskrevs av Bankes. Asticta plumbea ingår i släktet Asticta och familjen nattflyn. Inga underarter finns listade i Catalogue of Life.